# Kirche Hl. Vasilije Ostroški (Banatsko Veliko Selo)
Die Kirche Hl. Vasilije Ostroški (serbisch: Црква Светог Василија Острошког, Crkva Svetog Vasilija Ostroškog) im Dorf Banatsko Veliko Selo ist eine serbisch-orthodoxe Kirche, in der autonomen Provinz Vojvodina in Nordserbien. 
Die seit 2007 in Bau befindliche Kirche ist dem Hl. Vasilije Ostroški dem Wundertäter geweiht und ist die Pfarrkirche der Pfarrei Banatsko Veliko Selo im Dekanat Kikinda der Eparchie Banat der Serbisch-orthodoxen Kirche.

## Lage
Das Dorf Banatsko Veliko Selo gehört zur Stadt Kikinda im Okrug Severni Banat in der historischen Region Banat.
Die Kirche steht im Dorfzentrum von Banatsko Veliko Selo, im örtlichen Park nahe an der Straße Ulica srpskih ratnika, kurz vor deren Kreuzung mit der Straße Ulica Ive Lole Ribara.
Im Parkgelände, dass den großen derzeit nicht umzäunten Kirchhof darstellt, stehen neben der Kirche, viele Bäume, ein Kirchenbrunnen, ein Ständer zum Kerzenentzünden, Blumenbeete und Sitzbänke. 

## Geschichte

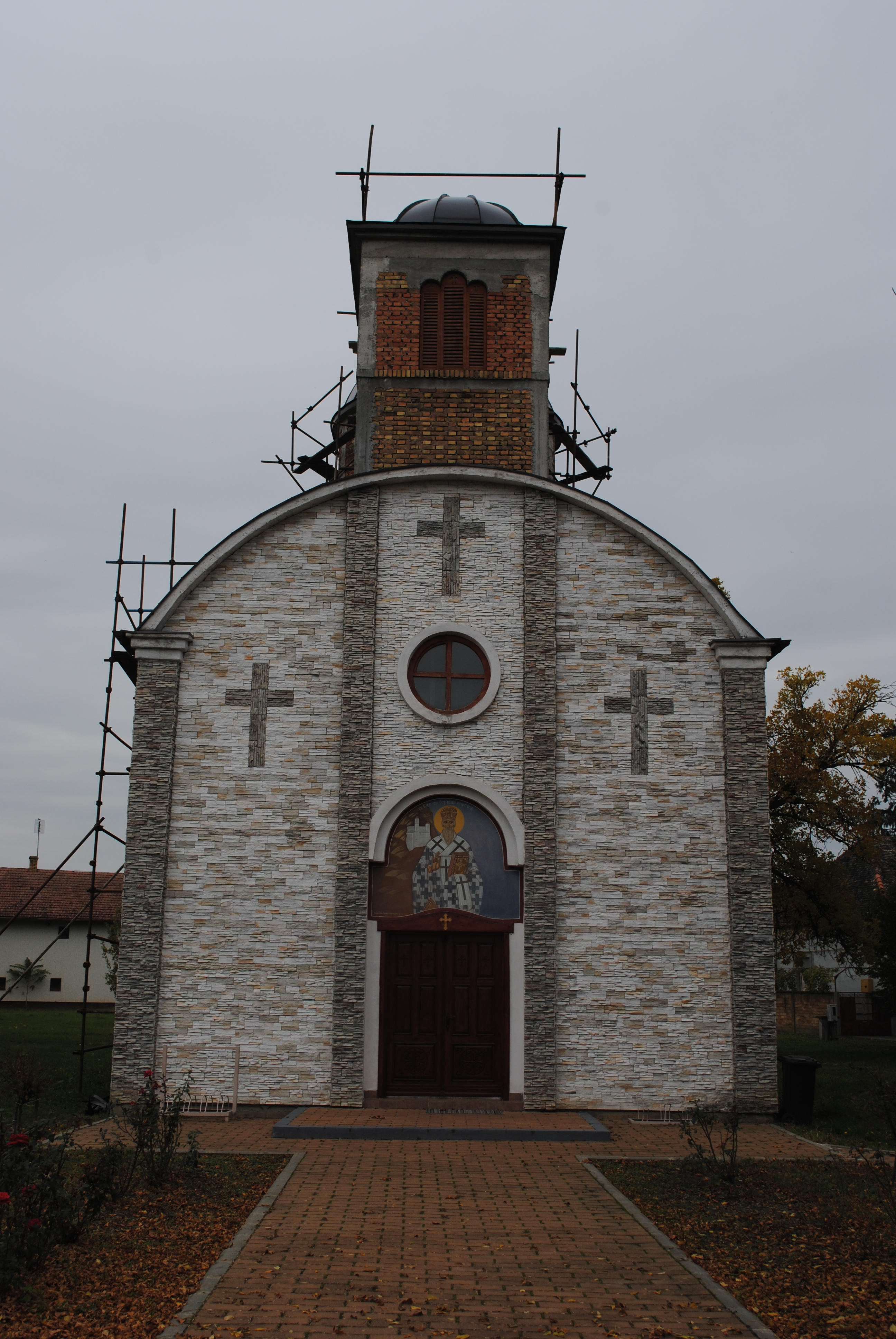
Westfassade der Kirche mit dem Haupteingang

Die Initiative für den Kirchenbau in Banatsko Veliko Selo ging 1992 von der Dorfbevölkerung aus und 1995 wurde ein geeigneter Standort im Dorfzentrum auserkoren. Bedingt durch die kriegerische Entwicklung auf dem Gebiet des ehemaligen Jugoslawien, in den 1990er Jahren, kam es zum Baustopp. 
Erst zu Anfang des 21. Jahrhunderts im Jahre 2005 wurde das Bauland gesegnet und ein Holzkreuz aufgestellt und 2007 mit dem Segen des Bischofs der Eparchie Banat, Nikanor, wurde mit dem Bau der Kirche begonnen. Im gleichen Jahr wurde die Arbeit an den Fundamenten der Kirche begonnen und 2008 konnte die Fundamentsplatte gegossen werden. 2009 weihten der Bischof der Eparchie Banat, Nikanor, und der Bischof der Eparchie Buda, Lukijan, die Kirchenfundamente.
Ab diesem Zeitpunkt begann der Bau der Kirche, der 2012 teilweise abgeschlossen wurde. Der Bau der Kirche geht sehr schleppend voran, da es an Geld zum Weiterbau fehlt. Zu den Geldspendern der Kirche gehören auch das international bekannte Model Maja Latinović und der Fußballer Dragan Ćeran beide gebürtig aus dem Dorf. 
Am 27. Mai 2023 wurden durch den Bischof Nikanor, unter der Assistenz von mehreren Geistlichen, die zwei silbernen Kirchenkreuze geweiht und auf die Kuppel in der Kirchenschiffmitte und die Kuppel des Kirchturms aufgestellt. Zu diesem feierlichen Ereignis waren viele Gläubige und auch Vertreter der Stadt Kikinda erschienen. Ktitor der Kirchenkreuze ist die Familie Latinović. Im April 2025 werden die Außenfassaden der Kirche verputzt. 
In der Kirche finden regulär Gottesdienste, Hochzeiten und Taufen statt. Seit 2014 ist Pfarrpriester und Vorsteher der Kirche Priester Miroslav Ivković. 

## Architektur

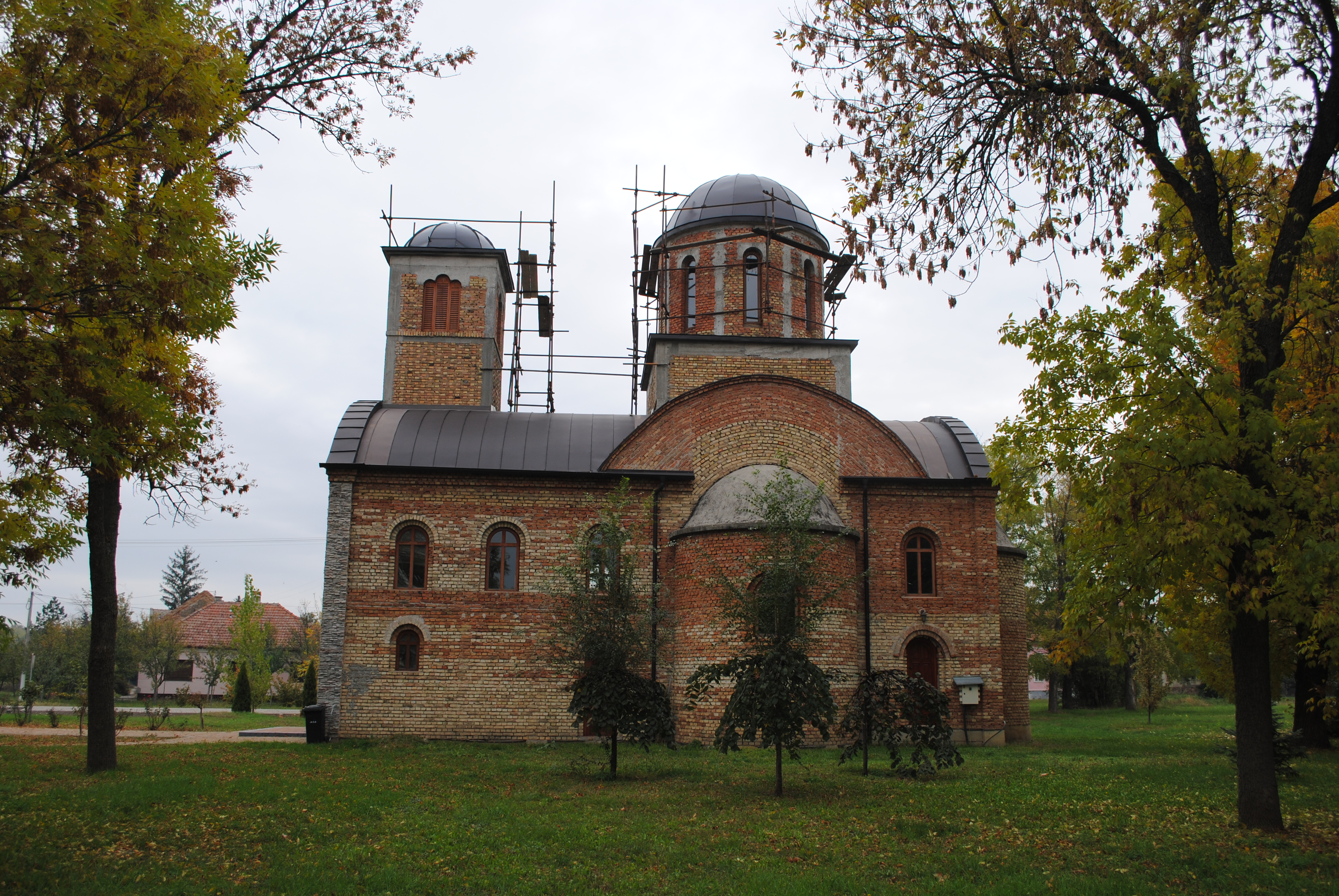
Seitenansicht der Kirche

Das Gotteshaus ist in der Form eines Trikonchos konzipiert und erinnert in seinem Aufbau an die mittelalterliche Morava-Schule, einer traditionellen Stilrichtung des Serbisch-byzantinischen Baustils.
Der Grundriss der einschiffigen Kirche ist ein langgestrecktes Griechisches Kreuz, mit einer halbrunden Altar-Apsis im Osten, Seitenkonchen an der Süd- und Nordseite und einer zentralen Rundkuppel, die sich über dem Tambour in der Mitte des Naos erhebt. 
An der Westseite der Kirche befindet sich der Narthex mit dem Haupteingang der Kirche, über dem sich eine Patronatsfreske des hl. Vasilije Ostroški befindet und ein kleiner Kirchturm. Zudem schmücken drei große Kreuze die Westfassade. An der Südseite befinden sich zwei weitere Nebeneingänge in die Kirche.
Das Kircheninnere wird von der hölzernen, reich mit Schnitzereien verzierten, Ikonostase mit in der traditionellen byzantinischen Manier gemalten Ikonen dominiert.